# Манастир Манастирица
Манастир Манастирица припада Епархији тимочкој Српске православне цркве.

## Положај и прошлост
Налази се близу истоименог села Манастирица, код Кладова. Био је 1870. године манастир у округу Крајинском, срезу Кључком и епархији Неготинској, са једним намесником.
Писани документи у манастиру спомињу свештеника Никодима Грчића, као оснивача манастира. Он се помиње и као тумач y посланству кнеза Лазара приликом преговарања о измирењу српске цркве са Цариградском патријаршијом 1375. године.
Стара манастирска црква служила је до седамдесетих година 19. века. Била је то грађевина зидана од камена покривена ћерамидом. Тада је свод на цркви препукао и средина се срушила. Манастир је тада затворен и готово сасвим опустео, све до 1900. године, када је на његовим темељима подигнута нова црква заузимањем Архимандрита Гаврила и добровољним прилозима околних села.
На вратима у олтару се сачувао само део натписа: "Радулбег…" По народном предању Св. Никодим је подигао храм, а обновио га војвода Радулбег. То је једно време била и мирска црква, а пре 1853. године опет се ту настањује по један јеромонах. Године 1864. намесник манастира био је извесни Василије, претплатник једне књиге. Манастирску нурију (парохију) чинили су 1864. године: село Манастирица са 32 куће, село Подвршка са 100 кућа, Петрово Село са 84 куће и село Речица са 24 куће. Укупно се у тој парохији налази 240 домова. Сабор се одржава око манастира о Св. Прокопију.
Капитал манастира износио је 1864. године - 9.422 гроша. Манастирско имање је 1895. године износило 314 хектара земље, од које је 306 хектара било под забраном. Вредност целог имања је прелазило тада 21.000 динара. Манастир је тражио од Српског пољопривредног друштва 1909. године да им набави једну ветрењачу на отплату.
Нова црква посвећена Св. Тројици (Духовима) убрзо је доживела судбину старе: нови свод је попустио и његова се конструкција срушила у средину храма.
Зидање новог храма започето је тек 13. маја 2003. године на дан Светога апостола Јакова Заведејева, а на иницијативу Његовог преосвештенства епископа тимочког господина Јустина.
Обнова манастира је још увек у току.